# Prévost (Quebec)
Prévost es una ciudad de la provincia de Quebec, Canadá. Está ubicada en el municipio regional de condado de La Rivière-du-Nord y a su vez, en la región administrativa de Laurentides. Hace parte de las circunscripciones electorales de Prévost a nivel provincial y de Rivière-du-Nord a nivel federal.

## Geografía
Prévost se encuentra ubicada en las coordenadas 45°52′00″N 74°05′00″O / 45.86667, -74.08333. Según Statistique Canada, tiene una superficie total de 35,05 km² y es una de las 1135 municipalidades en las que está dividido administrativamente el territorio de la provincia de Quebec.

## Demografía
Según el censo de Canadá de 2011, había 12 171 personas residiendo en esta ciudad con una densidad de población de 347,2 hab./km². Los datos del censo mostraron que de las 10 132 personas censadas en 2006, en 2011 hubo un aumento poblacional de 2039 habitantes (20,1%). El número total de inmuebles particulares resultó de 5015 con una densidad de 143,08 inmuebles por km². El número total de viviendas particulares que se encontraban ocupadas por residentes habituales fue de 4749.